# Samuele Bertinelli
Samuele Bertinelli (sinh ngày 21 tháng 3 năm 1976) là một chính trị gia người Ý. Ông là cựu thị trưởng của Pistoia, tại chức từ ngày 8 tháng 5 năm 2012 đến ngày 26 tháng 6 năm 2017 và là thành viên của Đảng Dân chủ. Năm 2012, ông là ứng cử viên cho thị trưởng Pistoia, và được bầu vào vòng đầu tiên với 59% phiếu bầu, so với 16% được thu thập bởi ứng cử viên còn lại, Anna Maria Ida Celesti. Bertinelli sinh ra ở Pistoia, Ý, tốt nghiệp ngành triết học và tham gia chính trị từ khi còn rất trẻ. Ông gia nhập đảng Dân chủ cánh tả ở tuổi 22 (1998) và được bầu làm ủy viên hội đồng thành phố Pistoia, trở thành chủ tịch ủy ban văn hóa. Trong nhiệm kỳ tiếp theo, từ 2002 đến 2007, ông được bổ nhiệm làm lãnh đạo đảng Dân chủ cánh tả trong hội đồng thành phố.

## Đường dẫn ngoài
- "Samuele Bertinelli". Ministry of the Interior of Italy (bằng tiếng Ý). Bản gốc lưu trữ ngày 8 tháng 3 năm 2019. Truy cập ngày 7 tháng 3 năm 2019.
- Samuele Bertinelli trên Facebook